# Kendall Schmidt

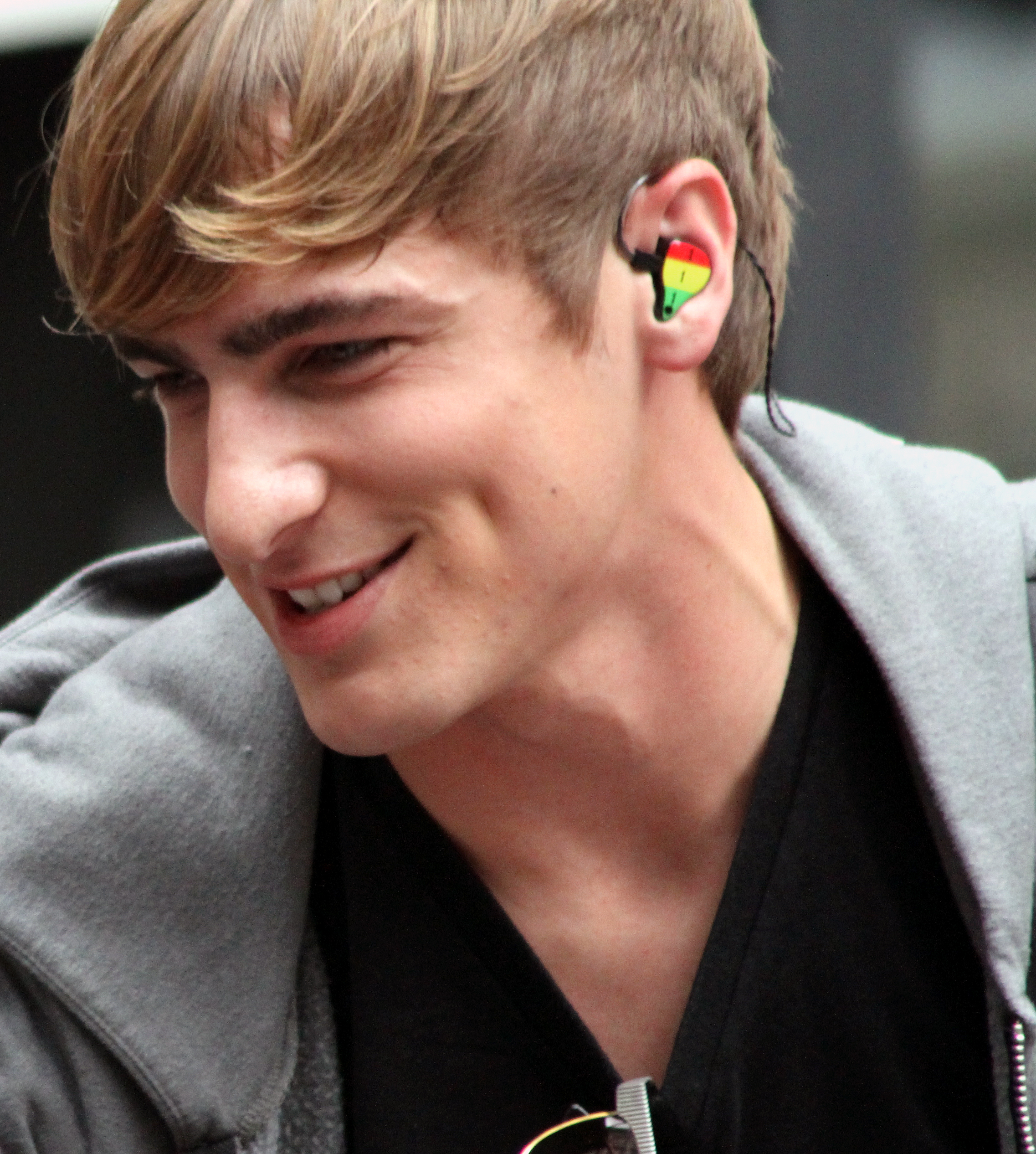
Kendall Schmidt (2010)

Kendall Francis Schmidt (* 2. November 1990 in Wichita, Kansas) ist ein US-amerikanischer Schauspieler, Sänger und Produzent.

## Leben und Karriere
Kendall Schmidt wurde in Wichita, Kansas geboren, wuchs aber in Andover, Kansas auf. Mit sechs Jahren begann er mit der Schauspielerei. Seine erste Rolle hatte er in einem Chex-TV-Werbespot. Seine beiden älteren Brüder, Kenneth Schmidt und Kevin Schmidt, sind auch Schauspieler.
Im Alter von zehn Jahren stand er zusammen mit Haley Joel Osment in dem Steven-Spielberg-Film A.I. – Künstliche Intelligenz vor der Kamera. Eine seiner ersten Rollen hatte er in der Serie Frasier. Er hatte außerdem Gastauftritte in Gilmore Girls, Emergency Room – Die Notaufnahme und CSI: Miami. Bekannt wurde er durch seine Rolle des Kendall Knight in der Nickelodeon-Serie Big Time Rush. Seit 2009 ist er Sänger der Band Big Time Rush.
Vor Big Time Rush machte Kendall Schmidt bereits mit seiner Band Heffron Drive Musik, die aus ihm und Freund Dustin Belt besteht. Ihre erste Single Parallel erschien im März 2014 durch sein eigenes Plattenlabel TOLBooth Records. Im September 2014 erschien das Debüt-Album Happy Mistakes.
Kendall hat deutsche Vorfahren.

## Filmografie (Auswahl)
- 2001–2002: Gilmore Girls (Fernsehserie, 2 Folgen)
- 2002: Frasier (Fernsehserie, Folge 10x08)
- 2003: Emergency Room – Die Notaufnahme (ER, Fernsehserie, Folge 10x04)
- 2004: CSI: Miami (Fernsehserie, Folgen 3x05–3x06)
- 2008, 2011: Poor Paul (Fernsehserie, 3 Folgen)
- 2009: Ghost Whisperer – Stimmen aus dem Jenseits (Ghost Whisperer, Fernsehserie, Folge 4x14)
- 2009: The Alyson Stoner Project (Fernsehfilm)
- 2009: Without a Trace – Spurlos verschwunden (Without a Trace, Fernsehserie, Folge 7x23)
- 2009–2013: Big Time Rush (Fernsehserie, 74 Folgen)
- 2012: How to Rock (Fernsehserie, Folge 1x06)
- 2012: Big Time Movie (Fernsehfilm)
- 2013: Marvin Marvin (Fernsehserie, Folgen 1x19–1x20)
- 2015: Die Pinguine aus Madagascar (The Penguins of Madagascar, Folge 3x29, Stimme)
- 2015: Janoskians: Untold and Untrue
- 2016, 2018: School of Rock (Fernsehserie, 4 Folgen)
- 2017: Are You There, God? It’s Me, Margot (Webserie, 2 Folgen)

## Diskografie

### Mit Heffron Drive

#### EPs/Alben
- 2008: The Forthcoming – EP
- 2014: Happy Mistakes – Album
- 2015: Happy Mistakes (Unplugged) – Album
- 2017: The Slow Motion – EP

#### Singles
- 2014: Parallel
- 2014: Parallel (Orchestral Version)
- 2015: Eyes On You
- 2016: Rain Don't Come
- 2016: Don't Let Me Go
- 2017: Living Room
- 2017: One Way Ticket
- 2018: Mad at the World
- 2018: Separate Lives
- 2018: Hot Summer
- 2018: Black on Black

### Als Solokünstler

#### Singles
- 2014: Blame It on the Mistletoe
- 2017: No Place Like Home (mit Tanner Braungardt)
- 2021: How to Save a Life (mit Stephen Kramer Glickman)

#### Gastbeiträge
- 2015: Night Like This (mit Hilary Duff)